# Ian White (Eishockeyspieler)
Ian White (* 4. Juni 1984 in Steinbach, Manitoba) ist ein ehemaliger kanadischer Eishockeyspieler, der im Verlauf seiner aktiven Karriere zwischen 2000 und 2015 unter anderem 525 Spiele für die Toronto Maple Leafs, Calgary Flames, Carolina Hurricanes, San Jose Sharks und Detroit Red Wings in der National Hockey League auf der Position des Verteidigers bestritten hat. Seinen größten Karriereerfolg feierte White im Trikot der kanadischen Nationalmannschaft mit dem Gewinn der Silbermedaille bei der Weltmeisterschaft 2009.

## Karriere
White begann seine Karriere als Eishockeyspieler im Jahr 1999 bei den Eastman Selects in der Manitoba Amateur Hockey Association. Nach nur einem Jahr dort und 62 Scorerpunkten in 32 Partien wechselte er zur folgenden Saison zu den Swift Current Broncos in die Western Hockey League, die ihn bereits im WHL Bantam Draft 1999 in der fünften Runde an 83. Stelle ausgewählt hatten. Für die Broncos spielte der Verteidiger bis zum Ende der Saison 2003/04. In seiner Rookiesaison erreichte er auf Anhieb 43 Scorerpunkte, ehe er im folgenden Spieljahr – im Alter von 17 Jahren – mit 79 Punkten Topscorer der gesamten Mannschaft war. Zudem war der Abwehrspieler mit 32 Treffern auch gleichzeitig bester Torschütze Swift Currents. Seine Leistungen in dieser Spielzeit wurden schließlich mit der Brad Hornung Trophy für den sportlich fairsten Spieler und der Wahl ins East Second All-Star Team der WHL prämiert. Im anschließenden Sommer wurde er von den Toronto Maple Leafs in der sechsten Runde des NHL Entry Draft 2002 als insgesamt 191. Spieler ausgewählt. Der Kanadier blieb jedoch noch zwei weitere Jahre bei den Broncos, in denen er 2003 mit der Wahl ins East First All-Star Team der Western Hockey League sowie der ins Second All-Star Team der Canadian Hockey League bedacht wurde. Dazu hatten abermals beachtliche 68 Scorerpunkte für den offensiv begabten Verteidiger beigetragen, die er trotz der Teilnahme an der U20-Junioren-Weltmeisterschaft 2003 in 64 Partien erreichte. Vor Beginn der Saison 2003/04 nahmen die Maple Leafs ihren Draft-Pick unter Vertrag. White nahm in der Folge zum zweiten Mal nach 2002 am saisonvorbereitenden Trainingslager der Maple Leafs teil, wurde aber jeweils wieder an sein Juniorenteam zurückgegeben. Im Oktober 2004 brach sich der Verteidiger den linken Knöchel, was ihn auf 43 Saisonspiele limitierte und eine Teilnahme an der U20-Junioren-Weltmeisterschaft 2004 verhinderte.
Gegen Ende der Spielzeit 2003/04, nachdem die Swift Current Broncos in den WHL-Playoffs ausgeschieden waren, gab White sein Debüt im professionellen Eishockey, als er in den Kader des damaligen Farmteams der Toronto Maple Leafs, den St. John’s Maple Leafs aus der American Hockey League, berufen wurde. In acht Begegnungen bereitete er dabei vier Tore vor. Da St. John’s die Playoffs verpasste, endete die Saison des Kanadiers bereits frühzeitig Anfang April. Aufgrund des Lockouts in der NHL-Saison 2004/05 verbrachte White das gesamte Spieljahr weiterhin in der AHL. Er absolvierte 78 Partien für die St. John’s Maple Leafs und verbuchte dabei 26 Scorerpunkte. Zur Saison 2005/06 siedelten die Toronto Maple Leafs ihr Farmteam nach Toronto um, wodurch White fortan für die Toronto Marlies aufs Eis ging. Nachdem er bis Ende März für die Marlies in 59 Begegnungen aktiv gewesen war, erhielt er erstmals die Berufung in den NHL-Kader Torontos. Bis zum Saisonende im April lief er zwölf Mal für die Leafs auf. Dabei konnte er neben fünf Assists auch sein erstes Tor erzielen. Da die Maple Leafs im Gegensatz zu den Marlies den Einzug in die Playoffs verpassten, kehrte White Mitte April nochmals in die AHL zurück, um fünf Playoff-Spiele zu bestreiten. Darüber hinaus hatte der Kanadier zum Jahresende 2005 mit dem Team Canada am traditionsreichen Spengler Cup im schweizerischen Davos teilgenommen. Die Auswahlmannschaft unterlag im Finale, trotz dem ersten Platz in der Vorrunde, dem russischen Vertreter HK Metallurg Magnitogorsk deutlich mit 3:8.

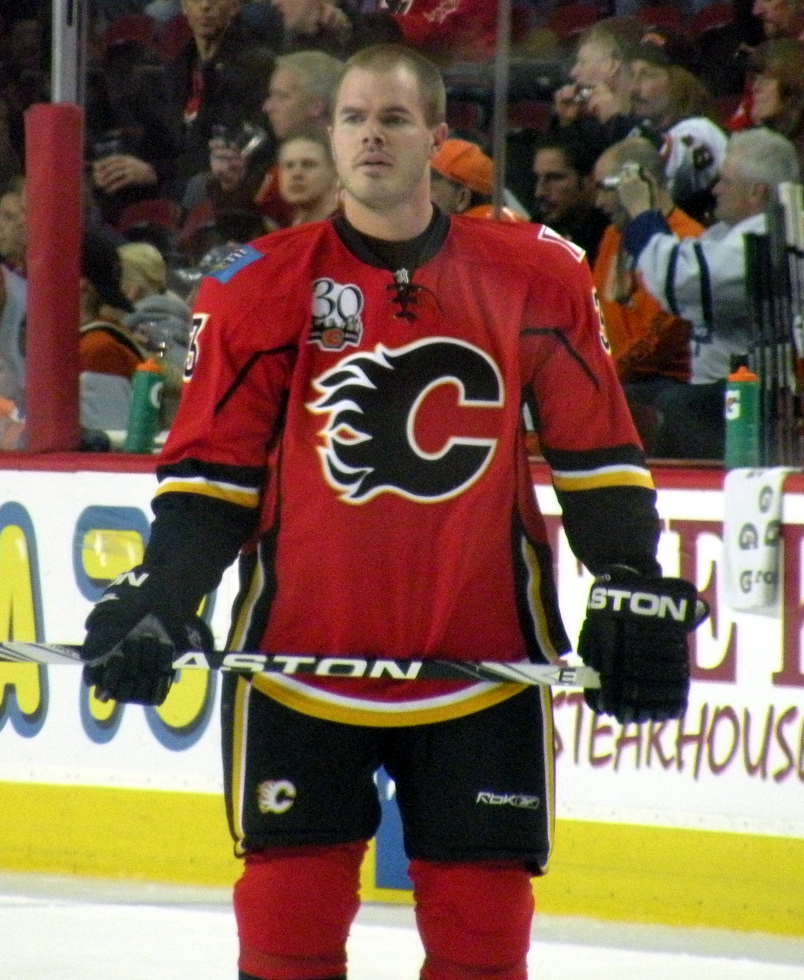
White im Trikot der Calgary Flames

Mit Beginn der Spielzeit 2006/07 war der Verteidiger ein fester Bestandteil der Defensive der Toronto Maple Leafs. In seiner NHL-Rookiesaison erzielte er beachtliche 26 Scorerpunkte, womit er hinter den etablierten Tomáš Kaberle und Bryan McCabe der dritterfolgreichste Leafs-Verteidiger der Spielzeit war. Zugleich bot er auch die drittbeste Plus/Minus-Wertung des Teams auf. In der folgenden Spielzeit bestätigte White zumindest in der Offensive annähernd die Werte der Vorsaison. Den auslaufenden Vertrag verlängerten die Maple Leafs im Sommer dennoch um drei weitere Jahre bis 2010. Das Defensivspiel des Abwehrspielers verbesserte sich im Spieljahr 2008/09 wieder, und so wies er am Saisonende gemeinsam mit Stürmer Oleksij Ponikarowskyj die beste Plus/Minus-Statistik des Teams auf. Mit zehn Toren und erneut 26 Punkten litten seine Offensivqualitäten nicht darunter. White hatte, aufgrund des Überangebots an Verteidigern im Kader, die ersten elf Spiele der Saison ausgesetzt und war dann oft als Stürmer in der dritten Angriffsreihe eingesetzt worden, bevor er wenig später wieder auf seine angestammte Position in der Defensive zurückkehrte. Mit noch einem Jahr Laufzeit seines bestehenden Vertrages mit den Leafs ging White in die Saison 2009/10. Allerdings konnte er seinen Vertrag, obgleich dem – statistisch gesehen – besten Jahr seiner Karriere, nicht erfüllen. Trotz 26 Scorerpunkten in 56 Begegnungen wurde er am 31. Januar 2010 zu den Calgary Flames transferiert. In einem der größten Transfergeschäfte der NHL seit Beendigung des Lockouts fast fünf Jahre zuvor wechselten Matt Stajan, Niklas Hagman und Jamal Mayers gemeinsam mit ihm nach Calgary, während Dion Phaneuf, Fredrik Sjöström und Keith Aulie im Gegenzug den Weg nach Toronto antraten. Bei den Flames bestritt White bis zum Saisonende weitere 27 Partien, in denen er zwölf Punkte beisteuerte. In der Addition absolvierte er mit 38 Scorerpunkten somit seine bis dahin beste NHL-Saison.
Vor Beginn der Saison 2010/11 dauerte es lange, bis sich der Restricted Free Agent auf einen neuen Vertrag mit den Flames einigen konnte. Erst der Gang vor den Schlichter bescherte ihm Ende Juli 2010 einen neuen, mit drei Millionen US-Dollar dotierten Einjahresvertrag. Dennoch dauerte die Verweilzeit des Abwehrspielers in der Olympiastadt von 1988 nicht lange an. Nach 16 Spielen wurde er am 17. November 2010 gemeinsam mit Brett Sutter für Anton Babtschuk und Tom Kostopoulos an die Carolina Hurricanes abgegeben. Doch auch bei den Hurricanes fand White kein dauerhaftes Engagement. In lediglich 38 Spielen kam er für Carolina zum Einsatz, da er am 18. Februar 2011 im Austausch für ein Zweitrunden-Wahlrecht im NHL Entry Draft 2012 zu San Jose Sharks geschickt wurde. Zudem gaben die Sharks am selben Tag in einem weiteren Transfergeschäft Derek Joslin im Austausch für zukünftige Gegenleistungen nach Carolina ab. Mit der Verpflichtung von White deckte San Jose den Bedarf an einem Verteidiger mit Qualitäten im Spielaufbau, die Rob Blake mit seinem Rücktritt im Sommer 2010 dort hinterlassen hatte.
Bis zum Ende der Stanley-Cup-Playoffs 2011 absolvierte der Kanadier 40 Partien für die Sharks. Am 2. Juli 2011 unterzeichnete White einen Kontrakt für zwei Jahre bei den Detroit Red Wings. Nach Beendigung des Engagements wagte sich White im Verlauf der Saison 2013/14 erstmals ins Ausland, wo er zehn Spiele für den HK Traktor Tscheljabinsk in der Kontinentalen Hockey-Liga bestritt. Seine letzte Profisaison bestritt er schließlich wieder in Nordamerika, wo er nach Einsätzen für die Providence Bruins und Milwaukee Admirals seine Karriere im Sommer 2015 beendete.

### International
White vertrat sein Heimatland insgesamt zweimal bei internationalen Turnieren. Seine erste Kadernominierung erhielt er für die U20-Junioren-Weltmeisterschaft 2003, die in den kanadischen Städten Halifax und Sydney stattfand. Der Verteidiger gewann mit Kanada nach einer 2:3-Finalniederlage gegen Russland die Silbermedaille. In sechs Turniereinsätzen erzielte er zwei Tore und bereitete weitere vier vor. In den Spielen agierte er meist als ausgewiesener Spezialist für das Powerplay und gehörte – auf Seiten der Kanadier – zu den Überraschungen des Turniers. Sechs Jahre später wurde er für die Weltmeisterschaft 2009 in der Schweiz nominiert. Auch dort gewann White eine Silbermedaille, als die Kanadier abermals Russland mit 1:2 unterlagen. In fünf Einsätzen kam der Abwehrspieler auf drei Scorerpunkte, darunter der Siegtreffer in der Vorrundenpartie gegen die Slowakei.

## Erfolge und Auszeichnungen
- 2002 Brad Hornung Trophy
- 2002 WHL East Second All-Star Team
- 2003 WHL East First All-Star Team
- 2003 CHL Second All-Star Team

### International
- 2003 Silbermedaille bei der U20-Junioren-Weltmeisterschaft
- 2009 Silbermedaille bei der Weltmeisterschaft

## Karrierestatistik

### International
Vertrat Kanada bei:
- U20-Junioren-Weltmeisterschaft 2003
- Weltmeisterschaft 2009

(Legende zur Spielerstatistik: Sp oder GP = absolvierte Spiele; T oder G = erzielte Tore; V oder A = erzielte Assists; Pkt oder Pts = erzielte Scorerpunkte; SM oder PIM = erhaltene Strafminuten; +/− = Plus/Minus-Bilanz; PP = erzielte Überzahltore; SH = erzielte Unterzahltore; GW = erzielte Siegtore; 1 Play-downs/Relegation; Kursiv: Statistik nicht vollständig)